# Scortechiniaceae
Scortechiniaceae es una familia de hongos ascomicetos en el orden Coronophorales.

## Géneros
- Coronophorella
- Cryptosphaerella
- Euacanthe
- Neofracchiaea
- Scortechinia
- Scortechiniella
- Scortechiniellopsis
- Tympanopsis